# Karl Wirtz
Pour les articles homonymes, voir Wirtz.
Karl Wirtz, né le 24 avril 1910 à Cologne et mort le 12 février 1994 à Karlsruhe, est un physicien nucléaire allemand. Professeur de physique dans plusieurs universités, il est surtout connu pour avoir été fait prisonnier par les forces alliées brittano-américaines à Farm Hall pendant six mois lors de l'opération Epsilon.

## Formation
De 1929 à 1934, Wirtz étudie la physique, la chimie et les mathématiques à l'université de Bonn, l'université de Fribourg-en-Brisgau et l'université de Wrocław. Il obtient son doctorat en 1934 sous la direction de C. Schäfer. De 1935 à 1937, il est assistant-professeur de Karl Friedrich Bonhoeffer à l'université de Leipzig. À cette époque, il devient membre du Nationalsozialistischer Lehrerbund (la ligue Nationale-Socialiste des enseignants).

## Carrière
En 1937, Wirtz devient membre de l'équipe scientifique du Kaiser-Wilhelm Institut für Physik situé à Dahlem-Berlin. En 1940, il travaille sur le réacteur à couche horizontale de Friedrich Bopp et Erich Fischer. En 1941, il devient Privatdozent à l'université Humboldt de Berlin. 
Au printemps 1945, il est enlevé par les forces alliées dans le cadre de l'opération Epsilon. Il est détenu six mois à Farmhall.
En 1946, il travaille à Göttingen à l'Institut Max-Planck de physique, issu du Kaiser-Wilhelm Institut für Physik. De 1948 à 1957, il est également professeur extraordinaire à l'université de Göttingen. À partir de 1950, il devient membre scientifique de la Société Kaiser-Wilhelm-Gesellschaft. De 1957 à 1979, Wirtz est professeur régulier de physique appliquée aux réacteurs à l'Institut de technologie de Karlsruhe et directeur de l'Institute of Neutron Physics and Reactor Technology au centre de recherche nucléaire de Karlsruhe, fondé en 1957. De 1965 à 1967, il est à la tête du conseil scientifique du Karlsruhe Center for Nuclear Research. De 1974 à 1976, il est doyen de faculté de génie mécanique de l'Institut de technologie de Karlsruhe.